# Pierre Hantaï

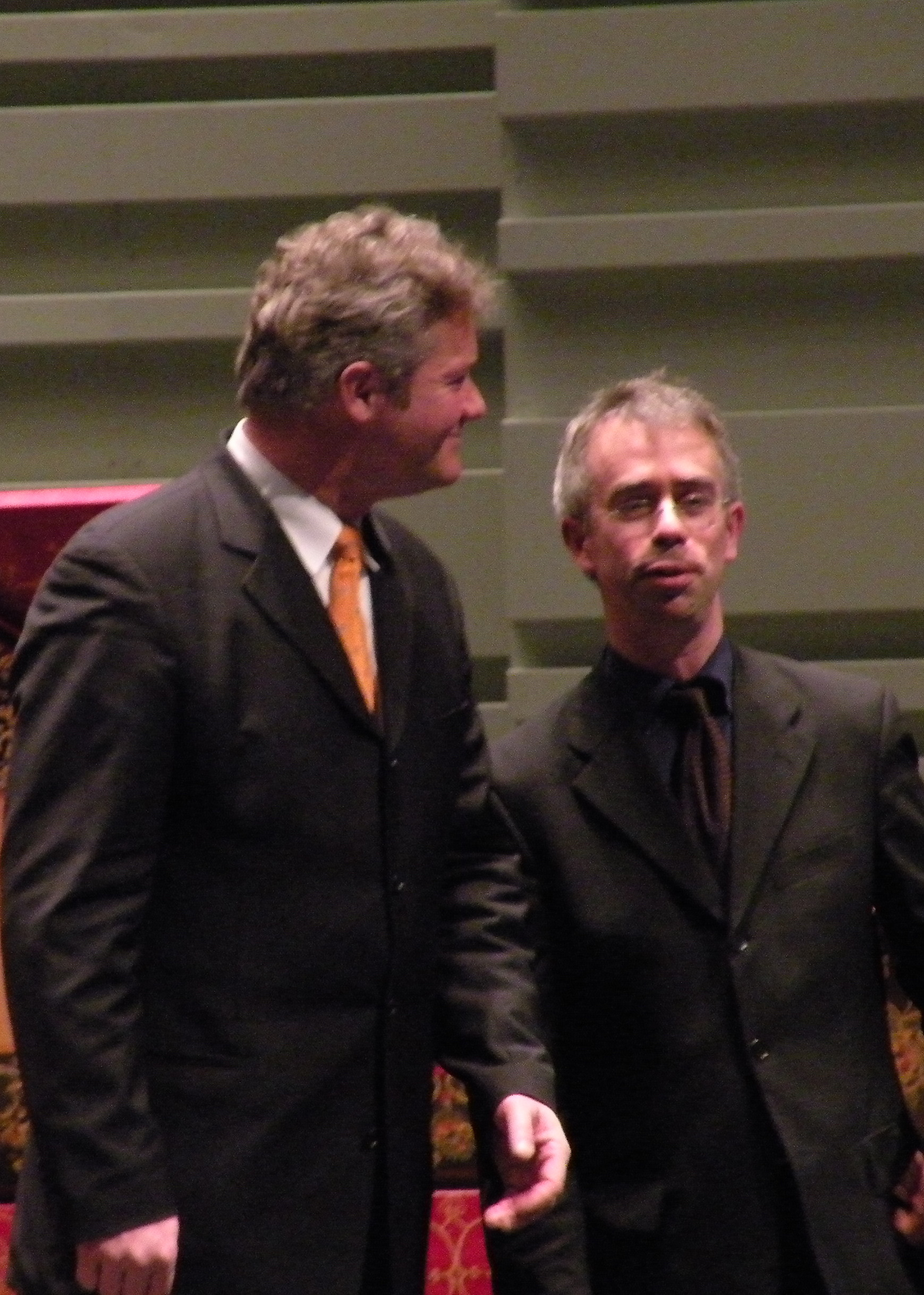
Pierre Hantaï (rechts) tijdens La Folle Journée
2009 in Nantes

Pierre Hantaï (Parijs, 28 februari 1964) is een Frans klavecinist, pianofortespeler en dirigent.

## Levensloop
Hantaï is de zoon van kunstschilder Simon Hantaï. Hij begon klavecimbel aan te leren toen hij elf was en volgde lessen bij Arthur Haas. Hij studeerde vervolgens twee jaar in Amsterdam bij Gustav Leonhardt. In 1983 behaalde hij de Tweede prijs in het internationaal klavecimbelconcours in Brugge, in het kader van het Festival Musica Antiqua
Hij begon vervolgens aan een concertcarrière, hetzij solo, hetzij met zijn broers Marc (fluit) en Jérôme (viool). Hij is in de eerste plaats een vertolker van werken van Johann Sebastian Bach en Domenico Scarlatti.
Hij speelde of speelt in verschillende ensembles oude muziek, meer bepaald La Petite Bande onder de leiding van Sigiswald Kuijken (vanaf 1987) en de Concert des Nations gedirigeerd door Jordi Savall (vanaf 1989). In 1985 stichtte hij met zijn twee broers zijn eigen ensemble, Le Concert Français, dat hij dirigeert, meestal van achter het klavecimbel.

## Discografie
Hantaï heeft talrijke platenopnamen op zijn actief.